# Сент-Мари-д’Аллуа
Сент-Мари-д'Аллуа (фр. Sainte-Marie-d'Alloix) — коммуна во Франции, находится в регионе Рона — Альпы. Департамент коммуны — Изер. Входит в состав кантона От-Грезиводан. Округ коммуны — Гренобль.
Код INSEE коммуны — 38417. Население коммуны на 2012 год составляло 550 человек. Населённый пункт находится на высоте от 242  до 380  метров над уровнем моря. Муниципалитет расположен на расстоянии около 480 км юго-восточнее Парижа, 100 км юго-восточнее Лиона, 29 км северо-восточнее Гренобля . Коммуна граничит с Ле-Шелас, Ла-Бюисьер, Ла-Флашер и Сен-Венсан-де-Меркюз. Мэр коммуны — Кристиан Бенон, мандат действует на протяжении 2014—2020 гг.
Динамика населения (INSEE):